# アレグザンダー・フォン・ミッデンドルフ

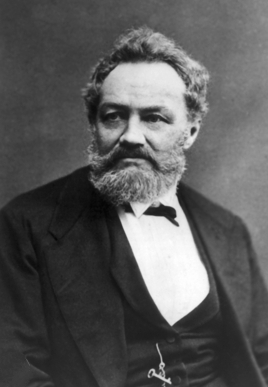
Alexander Theodor von Middendorff

アレクサンダー・フォン・ミッデンドルフ（ドイツ語: Alexander Theodor von Middendorff; ロシア語: Александр Федорович Миддендорф, ラテン文字転写: Aleksandr Fyodorovich Middendorf; 1815年8月18日 - 1894年1月24日）はバルト・ドイツ人の動物学者、探検家である。

## 生涯
祖父はバルト・ドイツ人のエストニアのカルセの牧師で、父親は後にサンクトペテルブルクの教育研究所の所長になる人物である。母親はエストニアの百姓娘で、両親の身分の違いによりミッデンドルフが9歳になるまで結婚は許されず、母親とエストニアで暮らした。ドルパットの大学で医学を学び、1837年に卒業した後、ベルリン大学、エアランゲン・ニュルンベルク大学、ウィーン大学、ヴロツワフ大学で研究を続け、1839年にカール・エルンスト・フォン・ベーアのもとで、キエフ大学の動物学の助教授の職を得た。
1940年の夏、フォン・ベーアの依頼で、北極海のノバヤゼムリャ島の探検調査に加わった。荒天のためノバヤゼムリャ島に達することはできなかったが、フォン・ベーアとミッデンドルフはロシアとノルウェーのラップランド、バレンツ海と白海を探検した。ミッデンドルフは徒歩でコラ半島を横断し、動物と植物を収集しながらコラからカンダラクシャのコラ半島の地理的情報を集めた。
1843年から1845年のあいだ、サンクトペテルブルク科学アカデミーのために、東シベリア北部のタイミル半島を探検し、オホーツク海沿岸にそって、当時中国領であったアムール川下流にいたった。イギリスの王立地理学会は、この探険の成果に対し、1846年に金メダル（パトロンズ・メダル）を授与した。
著書『極北地域と東シベリアの旅』（"Reise in den äußersten Norden und Osten Sibiriens"、1848–1875）を出版し、動植物の拡散に対する永久凍土の影響を報告した。他にロシアの鳥の渡りに関する、"Die Isepiptesen Russlands" (1855)やロシアの軟体動物に関する"Beiträge zu einer Malacozoologia Rossica" (1848–1849)があり、radula（歯舌）という用語を確立した。ヘレヌルメ（現在のエストニアのヴァルガ県）で没した。